# わんぱく (漫画家)
わんぱく（男性、1973年5月2日 - ）は、日本の美少女コミック作家、イラストレーター。栃木県宇都宮市出身。大阪芸術大学芸術学部卒業。サークル「ぐる〜ぷひのらん」所属。代表作に『つまさきだちおんなのこ』『彼女がつながれた日』など。

## 略歴
- 1995年（平成7年） - サークル誌『7in.』（ぐる〜ぷひのらん）にて『血統書付き少女犬』を発表し、漫画家デビュー。
- 1998年（平成10年） - アンソロジー『姫ごと通信』（二見書房）に『彼女がつながれた日』が収録され、商業誌デビュー。
- 1999年（平成11年） - 初単行本『彼女がつながれた日』（二見書房）発行。
- 2003年（平成15年） - 『ULTRAJUMP MEGAMIX Vol.1』（集英社）にて『こだま cotton100』（読み切り）を発表し、非成年誌デビュー。
- 2005年（平成17年） - SUDACCIに招聘作家として参加。
- 2007年（平成19年） - 『脳Rギュル』の挿絵を手がけ、イラストレーターとしても活動をはじめた。

## 作風
主人公にはショートヘアでつるぺたな少女を描くことが多い。

## 作品リスト

### 漫画作品
- 『血統書付き少女犬』1995年 - サークル誌『7in.』（ぐる～ぷひのらん）収録。
- 『彼女がつながれた日』二見書房（スズランコミックス）1999年 ISBN 4-576-99012-8
- 『つまさきだちおんなのこ』二見書房（スズランコミックスα）2001年 ISBN 4-576-00633-9
- 『こだま cotton100』2003年 - 『ULTRAJUMP MEGAMIX Vol.1』（集英社）収録。
- 『あくまこあくま』二見書房（スズランコミックスα）2004年 ISBN 4-576-04033-2
- 『BIKININJA 空振りシュリケン』（共著：SUDACCI、RUNZAN MAGAZINE）2012年
- 『おてんばめしべ』大洋図書（電子書籍）2014年 - 過去の作品を再編集したもの。

### 企画
- 『ビキニンジャ』(SUDACCI)

### イラスト
- 『脳Rギュル』イラスト、原作：夢野久作「人間レコード」、構成：佐藤大（小学館・ガガガ文庫）
- 『ビキニンジャ ドキッ』原作・イラスト、著：瑞浪片奈＆チームビキニンジジャ